# Seek Shelter
Seek Shelter è il quinto album in studio del gruppo musicale danese Iceage, pubblicato nel 2021.

## Tracce
1. Shelter Song – 5:29
2. High & Hurt – 4:09
3. Love Kills Slowly – 4:10
4. Vendetta – 5:13
5. Drink Rain – 3:28
6. Gold City – 4:13
7. Dear Saint Cecilia – 4:51
8. The Wider Powder Blue – 4:25
9. The Holding Hand – 5:26